# Османсько-мамелюцька війна (1516—1517)
Османсько-мамелюцька війна — війна в 1516–1517 роках між Османською імперією та Мамлюцьким султанатом. Стала османським реваншем за неуспішну для турків першу османсько-мамелюцьку війну 1485–1491 років. В ході війни Османи завдали смертельного удару по єгипетських мамелюках: захопили Левант, Палестину, частину Аравії, а згодом і сам Єгипет. Зокрема, 24 серпня 1516 року османські війська розбили противника в битві на рівнині Мардж Дабік в Сирії. 25 грудня того ж року в битві при палестинському Бейсані вони відкинули його до Єгипту. 22 січня 1517 року османська армія на чолі з Селімом І вщент розтрощили основні сили єгипетського султанату в битві при Райданіє, в околицях Каїру, а 3 лютого захопили мамелюцьку столицю Каїр. Завдяки перемозі у війні Османська імперія пертворилася з маргінальної мусульманської держави, що мала володіння в далекій Анатолії та на Балканах, на наддержаву ісламського світу, яка контролювала традиційні ісламські центри — Мекку, Каїр, Дамаск і Алеппо. Мамелюцький султанат було знищено, а на його землях завойовники заснували османський автономний Єгипетський еялет. Також — Друга османсько-мамлюцька війна.

## Причини поразки мамлюків
Мамелюки, за словами Ібн Зунбуля, «були вершниками, які знали мистецтво верхової їзди, в той час як османи були численнішими і не знали цього мистецтва та покладались переважно на стрільбу з аркебуз і гармат». Більшість мамелюків були вбиті кулями та ядрами, а не від списа, меча або стріли. Мамлюки не мали артилерії в перших битвах, а при Риданії їхня артилерія складалась із застарілою порівняно з османською зброєю, в них не було знань та навичок про використання артилерії в бою. Мамелюки вважали нижче своєї гідності використовувати рушниці або гармати, оскільки для цього потрібно було спішуватись, а вони пишались своїм статусом вершника і своїм умінням їздити верхи та володіти мечем.
Серед мамелюків не було єдності, вони не могли домовитись щодо того, кому підкорятися і якої тактики дотримуватися, частина не бажала воювати з одновірцями. Це призвело до того, що багато перейшло на бік османів або дезертувало.
Бедуїни та інші арабські племена не вміли та не бажали битися і зрадили мамелюків. Місцеві жителі в Сирії та Єгипті підтримували османів, що користувались славою захисників простих людей: перед битвою на Мардж Дабік сирійські селяни допомагали тягнути османські гармати та боєприпаси, єгипетські селяни відмовлялись сплачувати податки Туман-бею.

## Результати
Єгипет став османською провінцією і залишався в руках Османської імперії до французького завоювання Єгипту 1798 року. Бейлербеєм Єгипту спершу був призначений Девширме Юнус-паша, якого незабаром Селім замінив на Хайр-бека. Юнус-паша був звинувачений в корупції, його стратили на єгипетсько-сирійському кордоні.
Після захоплення халіфа аль-Мутаваккіля III його привезли до Константинополя, де він був спочатку посаджений Селімом у в'язницію, однак опісля поступився своїм титулом халіфа наступнику Селіма, Сулейману Пишному. Тим самим релігійні авторитет та влада ісламського халіфату перейшли до османських султанів.